# Itaperuna Esporte Clube
Itaperuna Esporte Clube é uma agremiação esportiva da cidade de Itaperuna, no estado do Rio de Janeiro, no Brasil, fundada a 21 de julho de 1989. A equipe também é conhecida como Águia do Noroeste ou Terror do Interior. Em 22 de novembro de 2023, o clube foi desfiliado da Federação de Futebol do Estado do Rio de Janeiro.

## História

### Origem
O Itaperuna Esporte Clube é produto da fusão de três clubes locais, Porto Alegre Futebol Clube, fundado em 15 de agosto de 1915, o Comércio e Indústria Atlético Clube, fundado em 23 de novembro de 1943, e o Unidos Atlético Clube, fundado em 8 de julho de 1948.
A primeira bola de futebol chegou em Itaperuna em 1911 e as primeiras partidas do esporte foram disputadas na Fazenda Porto Alegre, na Av. Zulamith Bittencourt. 
O Porto Alegre Futebol Clube teve como primeiro presidente Augusto Otaviano da Silva. O terreno para a sede foi comprado do Coronel Romualdo Monteiro de Barros, na Rua Sátiro Garibaldi, e foi iniciada a construção do estádio Jair Siqueira Bittencourt em 1963.
A fundação do Unidos se deu na residência de Rodolfo Novaes. O primeiro mandatário foi Júlio Malta. O antigo estádio tinha o nome Monte Líbano, em homenagem à colônia libanesa no Brasil. Ficava na Rua Cel. Luiz Ferraz, s/n.º. Porém, foi demolido e o terreno loteado para a construção de residências. José Câncio Barbosa Soares, quando presidente, comprou o novo terreno e, em 1983, foi iniciada a construção do estádio Álvaro Catanheda, na Estrada Mourão Filho, então sítio pertencente a João França.
A construção do estádio Jurandir Nunes, do Comércio e Indústria, foi iniciada em 1947, quando adquirido o terreno. Sempre passou por reformas complementares com obras para a construção de quinze lojas e dezesseis salas para aluguel. Possuía uma arquibancada coberta e outra sem cobertura. Localizava-se na Rua José Egídio Tinoco, Cidade Nova. Sua primeira diretoria teve como presidente Ary Vilela Marins. O patrono era Jurandir Nunes e o presidente de honra era Moacyr de Paula.

### Porto Alegre

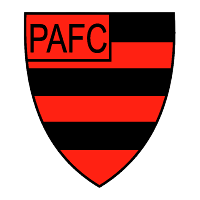
Porto Alegre

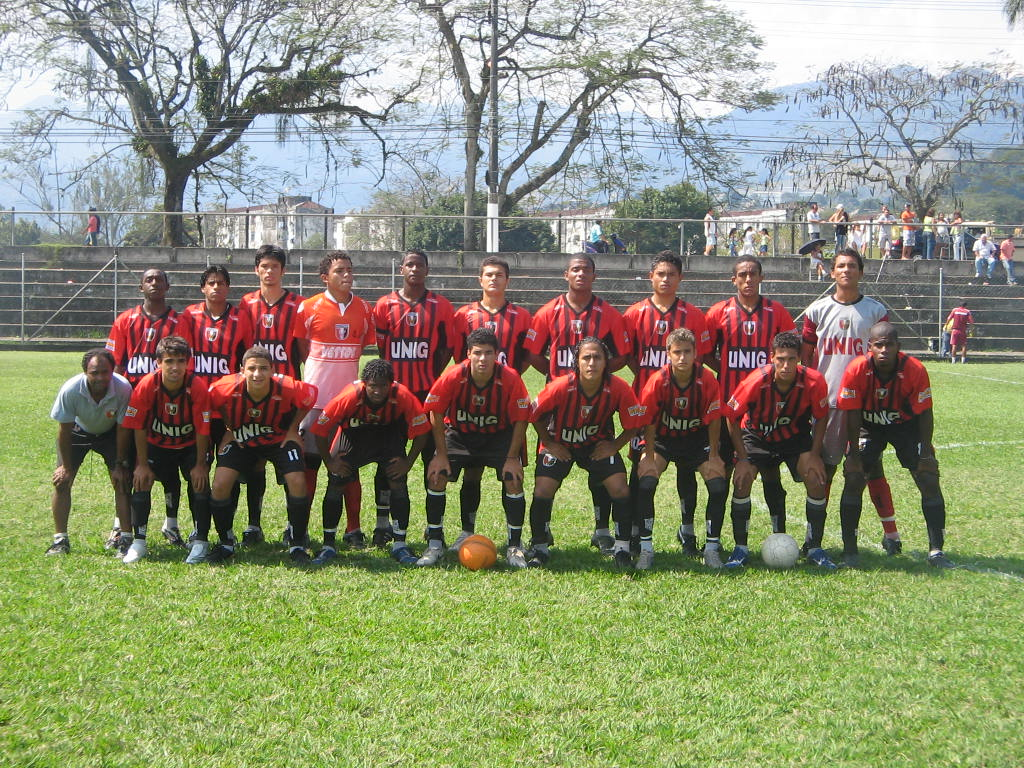
Equipe juvenil do Itaperuna, em 2007

O clube rubro-negro fez sua estreia profissional em 1985, quando participou da Terceira Divisão do Campeonato Carioca.[carece de fontes?] Na época o time era apoiado pelos dois maiores bicheiros e empresários da cidade, Norton Nassif e Roberto Sued que não hesitavam em injetar recursos e ajudar a equipe a galgar os degraus para chegar à Primeira Divisão, fato que se consolidaria em tempo recorde. O clube foi campeão da competição, ao derrotar o Central de Barra do Piraí na decisão por 1 a 0.[carece de fontes?]
No ano seguinte, disputou a Segunda Divisão do Campeonato Carioca, conquistando o título em cima da Associação Atlética Cabofriense, e se classificando para disputar pela primeira vez o Campeonato Carioca.[carece de fontes?] Em sua estreia na primeira divisão, terminou na décima colocação da Taça Guanabara, e em nono lugar na Taça Rio. Em 11 de março de 1987, o clube derrotou o Clube de Regatas do Flamengo por 2 a 0.
Em 1988, o Porto Alegre ficou em nono lugar ao final da Taça Guanabara, e oitavo lugar da Taça Rio.[carece de fontes?] Em 1989, conquistou o quinto lugar na Taça Guanabara. [carece de fontes?] Ao fim da Taça Rio conquistou a sexta colocação.[carece de fontes?] Na ocasião, o Porto Alegre venceu o Flamengo,  por 3 a 1 no dia 3 de maio, e bateu também o Fluminense por 2 a 1 no dia 7 de junho.[carece de fontes?]

### Itaperuna Esporte Clube

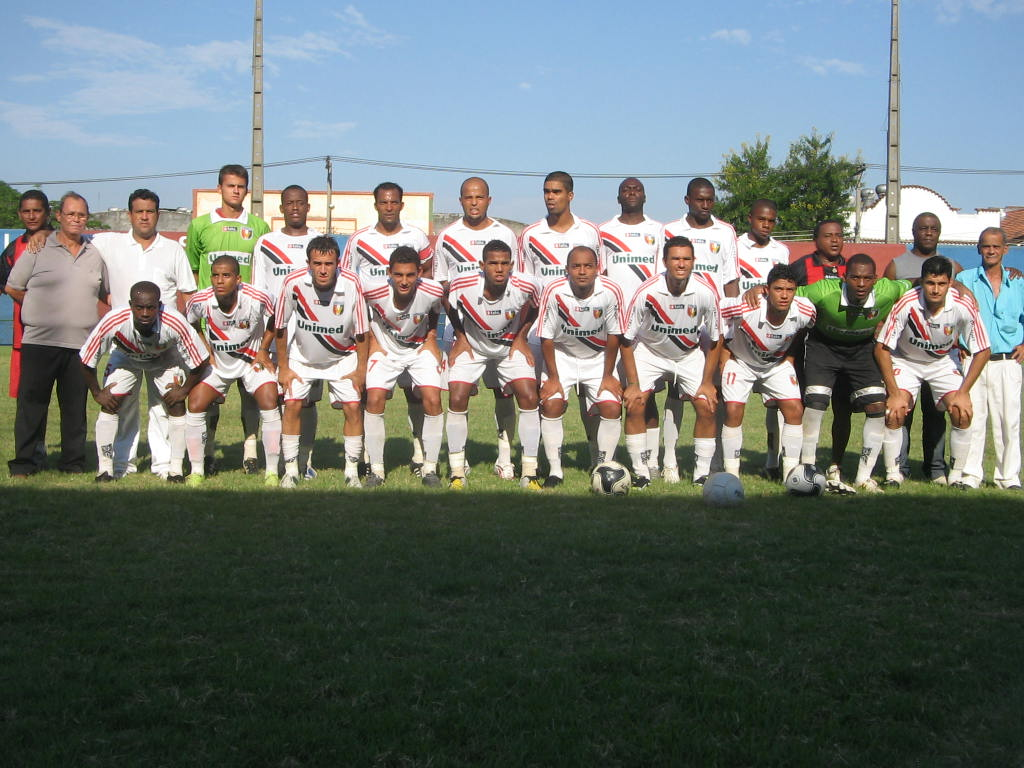
Equipe profissional do Itaperuna em 2010

Em 1989, a cidade de Itaperuna comemorou seu centenário de fundação. Em 21 de julho daquele ano, após a participação do Porto Alegre no Campeonato Estadual, ficou definida a fusão deste clube com o Unidos e o Comércio e Indústria - amadores, mas velhos rivais do campeonato local - para a criação do Itaperuna Esporte Clube, que herdaria a vaga do Porto Alegre no Campeonato Estadual a partir de 1990.
Na primeira participação do novo clube, em 1990, o Itaperuna repetiu a boa campanha do ano anterior ao final da disputa da Taça Guanabara, e ficou em quinto lugar, à frente de America, Americano, Bangu, Campo Grande, Cabofriense, América de Três Rios e Nova Cidade. Ao término no segundo turno, a Taça Rio, o time ficou na lanterna. No cômputo total ficou em nono lugar, à frente de Campo Grande, Cabofriense e Nova Cidade.
Em 1991, ficou na nona posição ao término da Taça Guanabara, à frente de América de Três Rios, Portuguesa e Volta Redonda. Ao término da Taça Rio, o time repetiu a nona posição à frente do Bangu e dos rebaixados São Cristóvão e Goytacaz.
Em 1992, ficou em último lugar na Taça Guanabara e ainda perdeu 5 pontos por ter utilizado de forma irregular o lateral Júnior na derrota de 3 a 0 para o Vasco. Na Taça Rio ficou na 12ª posição, à frente apenas de Goytacaz e Madureira e atrás do Campo Grande. Todos sofreram o descenso.
Em 1993, disputou o primeiro turno do Grupo "B" da Primeira Divisão, conseguindo o acesso à elite do futebol fluminense na Taça Rio juntamente com o Bonsucesso, realizando campanha excepcional: venceu todas as 11 partidas que disputou, sofrendo apenas um gol, na partida de estreia contra o Friburguense. Na ocasião, o goleiro Pacato chegou a permanecer 1.133 minutos sem sofrer gols. Durante a disputa da Taça Rio, conseguiu sua permanência ao ficar na décima posição, à frente dos rebaixados São Cristóvão e Bonsucesso.
Em 1994, terminou em sexto lugar, último de sua chave. No ano seguinte, 1995, terminou o primeiro turno na quinta colocação. No segundo turno, foi o sexto e conseguiu se manter na elite do futebol fluminense
Em 1996, realizou sua melhor campanha na história do Estadual. Terminou o primeiro turno, a Taça Guanabara, em quinto lugar, chegando a derrotar o Botafogo por 4 a 1 no dia 4 de maio. No segundo turno, a Taça Rio, ficou na décima posição. Na classificação final, ocupou a quinta colocação, atrás apenas dos chamados "quatro grandes" do estado. O destaque daquela equipe era o centroavante Barata, autor de 11 gols.
Em 1997, diante das fortes chuvas que inundaram grande parte do município em janeiro, o clube esteve perto de abandonar a disputa do Estadual, mas acabou garantindo sua participação já perto do início da competição. Ao fim da Taça Guanabara ficou na décima posição, sendo eliminado das etapas seguintes, já que somente os oito primeiros disputaram a Taça Rio.
Em 1998, na primeira fase do certame, disputada apenas por times pequenos, ficou na sexta e última posição. O líder foi o Friburguense, seguido de Madureira, Olaria, Volta Redonda e America.
Em 1999, participou do Torneio Seletivo, grupo do interior, na primeira fase e ficou na liderança, se classificando a outra fase. Volta Redonda e Associação Desportiva Cabofriense completaram a lista. Ao fim da Taça Guanabara, ficou na décima posição, última da tábua de classificação. Ao final da Taça Rio, o segundo turno, repetiu a mesma colocação. É o último ano em que o Itaperuna enfrenta os grandes clubes do estado.
Em 2000 e 2001, o clube disputou uma fase preliminar do Campeonato Estadual. No primeiro ano, ficou em último em seu grupo. O Madureira liderou a chave, seguido de America, Olaria e Bangu. Já no ano seguinte, fica na quarta posição entre seis participantes. A Associação Desportiva Cabofriense se classifica. Em seguida aparecem Volta Redonda, Serrano, Portuguesa e São Cristóvão.
Em 2002, o Itaperuna - juntamente com Nova Iguaçu, Serrano e Barreira, que também enviaram representantes ao conselho arbitral da categoria - resolve ficar de fora de competições oficiais por dois anos. Portanto, ausenta-se do Campeonato Estadual da Segunda Divisão.
Em 2003, o Itaperuna fica afastado das competições oficiais, voltando a disputar a Segunda Divisão no ano seguinte. Ao término da primeira fase, no Grupo "A", fica na quinta posição, atrás dos classificados Volta Redonda e Boavista, além dos eliminados Rio Branco, Entrerriense, São Cristóvão, Mesquita e Casimiro de Abreu.
Em 2017, o Itaperuna confirma sua participação na série C (quarta divisão) do carioca,voltando aos gramados após um longo período de crise. No seu retorno, ficou em 8o lugar, entre 17 equipes, com 7 vitórias em 16 partidas. Sem disputar no ano seguinte, retorna à mesma competição disputando a fase preliminar com mais três equipes (Heliopolis, Paraíba do Sul e Arturzinho), que classificará duas equipes para a fase principal, com mais 15 outras equipes.

### Estádio Jair Siqueira Bittencourt
O estádio Jair Siqueira Bittencourt,também conhecido como Jairzão,foi palco de grandes atuações do Itaperuna Esporte Clube durante as décadas de 80 e 90,porém,quase 30 anos depois,chegou a ser vendido e parcialmente demolido. A demolição irregular do estádio foi interrompida,e em 2017 as partes demolidas foram novamente. É conhecido como ''palco do improvável'' devido as várias situações incomuns presenciadas no estádio.
O Jairzão, que tem capacidade para 10.000 pessoas, começou a ser demolido em 2015, porém o então presidente do Conselho Deliberativo do clube Ailton Luiz da Silva Sales acionou a justiça e conseguiu impedir a venda e a demolição do estádio. Em 22 de dezembro de 2015 sendo convocada nova eleição o então presidente do Conselho Deliberativo do clube foi candidato e ganhou a eleição para Presidente Executivo. Atualmente, o clube está voltando a disputar a 3ª Divisão (série B2 do Carioca). Suas cores oficiais são preto, vermelho e branco. 

## Participações em competições nacionais
Em 1988, um ano após estrear na elite estadual, o Porto Alegre classificou-se para disputar a chamada Divisão de Acesso (Terceira Divisão) do Campeonato Brasileiro. Na primeira fase, terminou na primeira colocação do Grupo B, à frente de Desportiva, Cabofriense e Tupi. Na segunda, voltou a enfrentar a Desportiva em seu grupo, além do Volta Redonda e do Esportivo-MG, mas desta vez terminou na terceira colocação e foi eliminado.
Após a fusão, em julho de 1989, a primeira competição disputada pelo Itaperuna foi o Campeonato Brasileiro da Série B no segundo semestre daquele ano, no qual fez a melhor campanha sua história. Na primeira fase, no Grupo "H", se classificou em primeiro lugar, ficando o Americano em segundo. Os dois primeiros se habilitaram às oitavas de final. Foram eliminados Cabofriense, Rio Branco (ES), Desportiva e Colatina. O Itaperuna veio a eliminar o Treze nas oitavas. Porém, nas quartas de final, foi superado pelo Remo, ficando na sétima colocação geral, a melhor de um clube fluminense naquele ano. Subiram Bragantino e São José (SP).
Em 1990, no Campeonato Brasileiro da Série B, passou novamente da primeira fase. Na segunda, terminou empatado em todos os critérios na segunda colocação com o Sport Recife - e atrás do Operário (PR) e à frente do Remo. Houve a necessidade de um sorteio para a definição do classificado, realizado na sede da CBF no dia 19 de novembro, e no qual o Sport saiu vencedor.. Ao final do campeonato, subiram Sport e Atlético (PR).
Em 1991, ainda na Série B, ficou apenas na 27ª colocação. E no ano seguinte disputou pela última vez a Segunda Divisão, terminando na 25ª posição. Nesta campanha, o destaque foram os dois empates (0 a 0 em Salvador e 1 a 1 em Itaperuna) com o tradicional Vitória (BA), que naquele ano terminaria o campeonato como vice-campeão.
Em 1995, em sua última participação numa competição nacional, disputou o Campeonato Brasileiro da Série C e ficou na 78ª posição entre 107 times. Subiram XV de Piracicaba e Volta Redonda.

## Títulos
Como Porto Alegre:
- Campeonato Carioca - Série B1: 1985
- Vice campeão: Campeonato Carioca - Série A2: 1986

Como Itaperuna:
- Campeonato Carioca Série A - Grupo B - 1° turno: 1993